# 蒂阿拉羅瓦步道
蒂阿拉羅瓦步道（英語：Te Araroa）是新西兰的一條遠足路线，長度约3,000（1,900英里），起點為雷恩加角，終點為布拉夫，橫跨新西蘭北島和南島。 背包客若要走完蒂阿拉羅瓦步道通常需要三到六个月的时间。該遠足路線於2011年12月3日正式开放。   

## 画廊

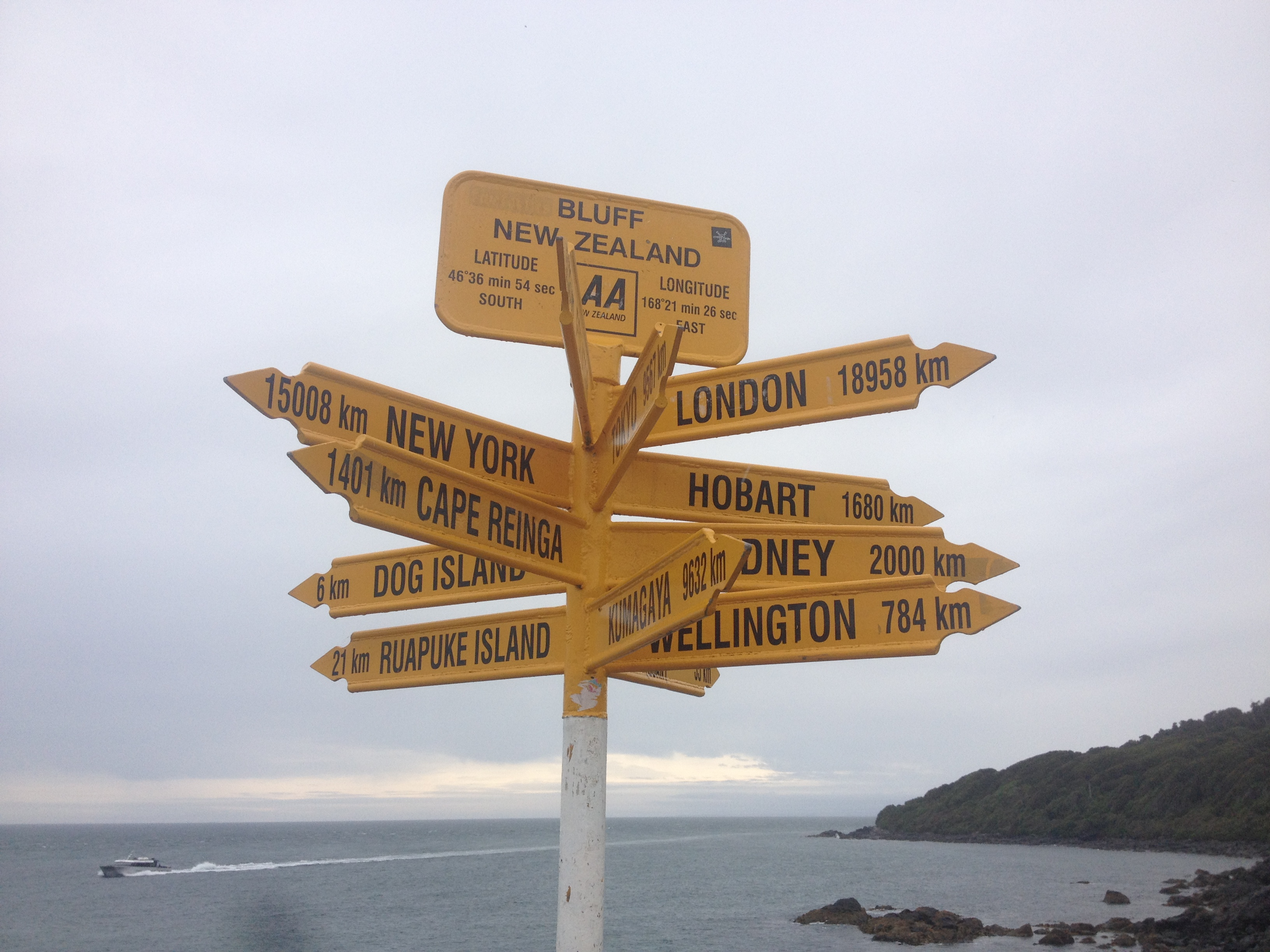
蒂阿拉羅瓦步道位於布拉夫的南端終點
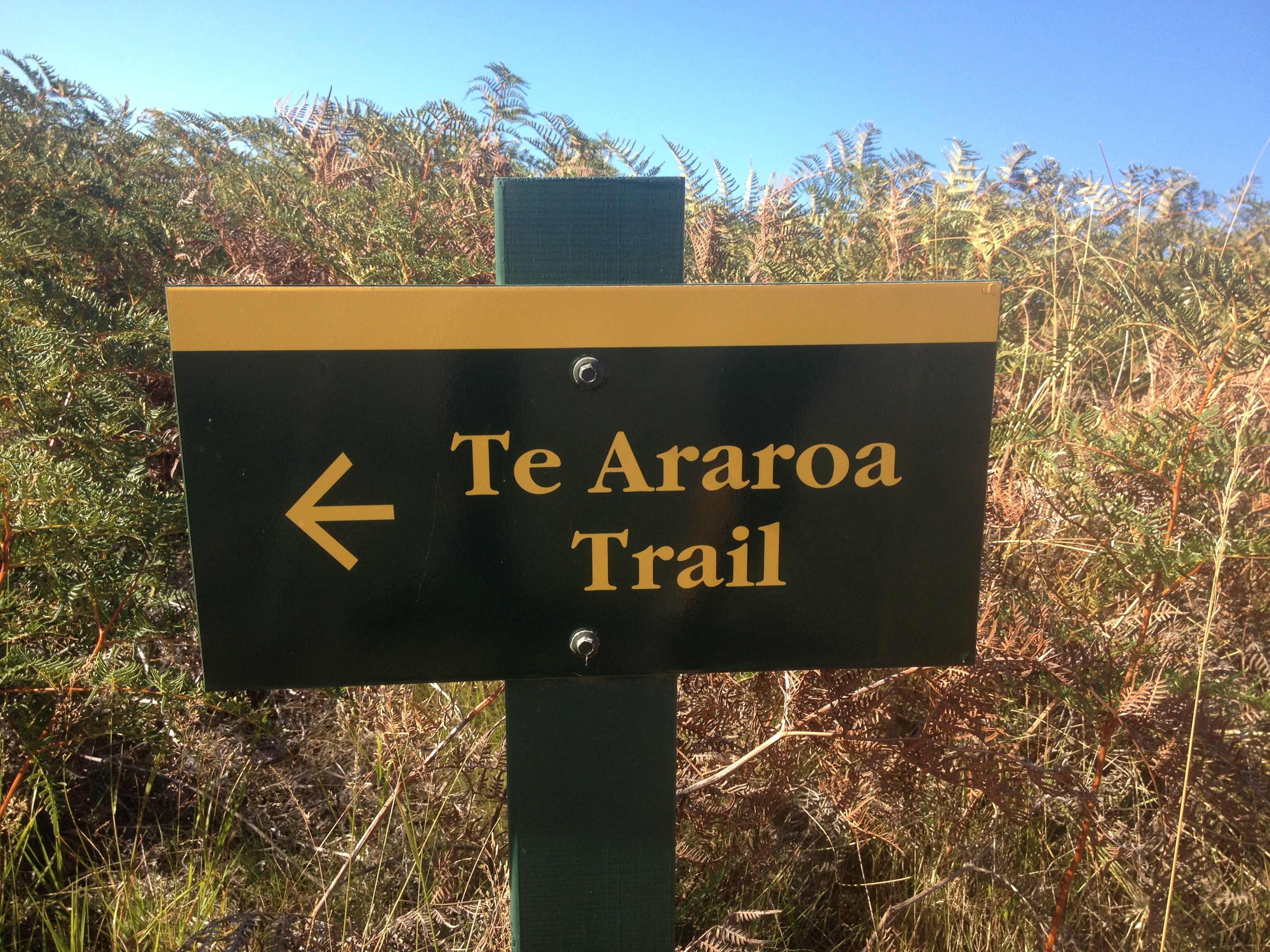
蒂阿拉羅瓦步道标志